# Hellmut Stauch
Hellmut Wilhelm Ernst Stauch  (* 3. Oktober 1910 in Erfurt; † 19. Juli 1970 in Lourenço Marques, Mosambik) war ein deutsch-südafrikanischer Architekt und Segler.
Er war dreimal verheiratet. Er liegt wie seine Eltern und die Geschwister auf dem Gammams-Friedhof in Windhoek begraben.

## Jugend und Ausbildung
Hellmut Stauch war der Sohn von August Stauch, der 1907 durch Diamantenfunde in Deutsch-Südwestafrika reich geworden war. Er verbrachte Kindheit und Jugend in wohlhabenden Verhältnissen; die Familie wohnte in einer Villa in Berlin-Zehlendorf, und der Vater pendelte zwischen Berlin und Afrika. Im Alter von 16 Jahren verließ Hellmut Stauch die Schule, um gemeinsam mit seiner Schwester Marianne die Berliner Kunstakademie von Johannes Itten zu besuchen. Die dortige Ausbildung mussten beide jedoch schon im ersten Jahr wieder abbrechen, da sie an Tuberkulose erkrankten und diese in einem Sanatorium in Arosa auskurieren lassen mussten. Später kehrte er an die Itten-Schule zurück und besuchte auch die Technische Hochschule Berlin, erlangte aber keinen formellen Abschluss als Architekt.
1926 wurde Stauch von der South West Africa Farming & Trading Co  beauftragt, seine ersten Gebäude in Afrika zu entwerfen. Dabei handelte es sich um Wohngebäude auf dem Gelände der Farm Dordabis in Südwestafrika, der einzigen Farm, die Stauchs Vater August nach einem Bankrott im Jahre 1929 verblieben war. Nach Fertigstellung der Gebäude kehrte Stauch nach Berlin zurück, wo er nach eigenen Angaben für Fred Forbát und Walter Gropius sowie von Februar 1932 bis 1934 für Wilhelm Peters als Bauaufseher arbeitete. 1934 eröffnete er sein eigenes Büro.

## Arbeit im südlichen Afrika
Stattdessen kehrte Stauch 1935 nach Afrika zurück, ging nach Pretoria und arbeitete dort bis 1943 für den Architekten Aubrey Nunn. Anschließend eröffnete er sein eigenes Büro, das als Stauch + Partners und Stauch Vorerster bis heute (Stand 2022) in Namibia. Zu dieser Zeit bat er das Institute of South African Architects (ISAA) um die Anerkennung als Architekt, doch das ISAA war lediglich bereit, seine Ausbildungszeit von fünf auf zwei Jahre zu reduzieren, was er zunächst ignorierte. Da er jedoch von der Universität Pretoria als Dozent angefragt worden war, gab er schließlich seinen Widerstand auf und legte 1946 seine letzte Prüfung ab.
Im Stil orientierte sich Stauch an Oscar Niemeyer, Frank Lloyd Wright und Norman Eaton. Schon 1940 wurde er zu den fortschrittlichsten Architekten Pretorias gezählt. Als er Niemeyer einmal in Südamerika besuchte, war er jedoch erstaunt davon, wie wenig sich dieser an praktischen Gegebenheiten orientierte. 1952 wurde das von Stauch entworfene Meat Board Building in Pretoria errichtet. Im selben Jahr gewann er den Wettbewerb um die Planung der Windhoek Library. Insgesamt realisierte er über 700 Projekte im südlichen Afrika.

“Hellmut Stauch was one of South Africa’s most prominent architects from 1934 until his death in 1970. He is generally regarded as having made a substantial contribution to architectural development in South Africa.”

„Hellmut Stauch war von 1934 bis zu seinem Tod im Jahre 1970 einer der prominentesten Architekten Südafrikas. Gemeinhin wird er als Person eingeschätzt, die einen beträchtlichen Beitrag zur Entwicklung der Architektur in Südafrika geleistet hat.“

## Stauch als Segler
Zweimal – 1952 und 1960 – startete Hellmut Stauch als Segler bei Olympischen Spielen für Südafrika. 1952 in Helsinki wurde er 16. im Finn Dinghy, acht Jahre später in Rom im Flying Dutchman 15., gemeinsam mit Bob Standing. Er starb 1970 nach einer Segelregatta in Lourenço Marques, heute Maputo. 

### Die O-Jolle
1933 wurde Hellmut Stauch, der ein erfahrener und begeisterter Segler war, gebeten, sich an den Entwürfen für ein neuartiges Einmann-Boot für die olympischen Segelwettbewerbe zu beteiligen. Resultat seiner Überlegungen war die O-Jolle, und Stauch war der Beste bei ersten Testregatten mit dem neuen Boot. Eine Einladung, für Deutschland bei den Spielen zu starten, schlug er jedoch aus, offenbar aus politischen Gründen.